# Pristiphora albilabris
Pristiphora albilabris är en stekelart som först beskrevs av Thomson 1862.  Pristiphora albilabris ingår i släktet Pristiphora, och familjen bladsteklar. Arten är reproducerande i Sverige.